# La Cité des anges
Pour les articles homonymes, voir City of Angels.
Pour plus de détails, voir Fiche technique et Distribution.
La Cité des anges (City of Angels) est un film germano-américain réalisé par Brad Silberling, sorti en 1998.

## Synopsis
Le personnage principal, Seth, est un ange dont la mission est de conseiller, réconforter les humains et les accompagner à l'heure de leur mort. Il n'éprouve aucune sensation de notre monde et il est invisible aux yeux de tout être humain, sauf pour celui qu'il accompagne. 
Lors d'une de ses missions où il doit aider un homme qui va mourir sur la table d'opération, il rencontre Maggie Rice, jeune chirurgienne qui s'occupe de l'homme en question. La jeune femme ignore que son patient est condamné et lorsqu'il fait un arrêt cardiaque, elle lui enjoint à voix haute de ne pas partir. Elle s'évertue à la réanimer, en vain, malgré tous ses efforts, le patient meurt sur la table d'opération. Désemparée, elle se réfugie dans les escaliers de l'hôpital pour pleurer : elle ne comprend pas. Seth, invisible, la regarde pleurer et la touche.
Marqué par cette rencontre où pour la première fois il a l'impression qu'un humain discerne sa présence, Seth se rapproche peu à peu de la jeune chirurgienne. De son côté, Maggie se sent responsable de la mort de son patient. Elle traverse une longue période de doute et remet en cause sa situation professionnelle et personnelle.
En la suivant dans les locaux de l'hôpital, Seth rencontre un nouveau patient de Maggie qui va se faire opérer : Nataniel Messinger. Un soir, alors qu'il est invisible dans la chambre de ce patient, celui-ci lui dit tout haut qu'il sait qu'il est là, même s'il ne peut pas le voir. Pour Seth, c'est un grand choc : pour la première fois, il est clairement perçu par un humain. Il découvre alors que Messinger est un ancien ange qui a renoncé à sa condition pour devenir humain. 
Seth apparaît de plus en plus souvent à Maggie. Ils se rapprochent et Maggie tombe peu à peu amoureuse. Elle commence à comprendre que Seth est différent, mais lorsqu'elle finit par apprendre la véritable nature de Seth, Maggie lui fait ses adieux. 
Pour vivre cet amour impossible, Seth va renoncer à sa condition d'ange pour elle. Il saute du haut d'un immeuble de plusieurs étages et déchoit : il ne sait plus parler plusieurs langues, il acquiert le sens du toucher (la douleur, la chaleur), le goût et l'odorat et il devient mortel. Il court alors rejoindre Maggie qui s'est réfugiée dans sa maison du lac Tahoe. Le lendemain, Maggie sort faire quelques courses. En rentrant, elle perd la vie dans un accident de vélo. Seth est rongé par la tristesse, mais ne regrettera pas d'avoir renoncé à l'immortalité pour vivre cette unique journée avec elle.

## Fiche technique
- Titre : La Cité des anges
- Titre original : City of Angels
- Réalisation : Brad Silberling
- Scénario : Dana Stevens (en)
- Musique : Gabriel Yared
- Photographie : John Seale
- Montage : Lynzee Klingman
- Décors : Lilly Kilvert (en)
- Costumes : Shay Cunliffe
- Production : Charles Roven, Dawn Steel (en), Douglas Segal, Kelley Smith-Wait, Robert Cavallo, Arnon Milchan et Charles Newirth (en)
- Sociétés de production : Regency Enterprises, Taurus Film et Warner Bros. Pictures
- Société de distribution : Warner Bros.
- Budget : 55 millions de dollars (42 millions d'euros)
- Pays de production : Allemagne, États-Unis
- Langue : anglais
- Format : Couleurs - 2,35:1 - DTS / Dolby Digital / SDDS - 35 mm
- Genre : Drame, romance
- Durée : 114 minutes
- Dates de sortie :
  - États-Unis : 10 avril 1998
  - France : 24 juin 1998
  - Belgique : 15 juillet 1998

## Distribution
- Nicolas Cage (VF : Dominique Collignon-Maurin) : Seth
- Meg Ryan (VF : Virginie Ledieu) : le docteur Maggie Rice
- Andre Braugher (VF : Thierry Desroses) : Cassiel
- Dennis Franz (VF : Jacques Richard) : Nathaniel Messinger
- Colm Feore (VF : Pierre Forrest) : Jordan Ferris
- Robin Bartlett (VF : Josiane Pinson) : Anne
- Joanna Merlin (VF : Catherine Sola) : Teresa Messinger
- Sarah Dampf : Susan
- Rhonda Dotson : la mère de Susan
- Alexander Gould : petit garçon

## Autour du film
- Le tournage s'est déroulé à Big Bear Lake, Crestline, le lac Tahoe, Los Angeles, Malibu et San Francisco.
- La Cité des anges est un remake des Ailes du désir (1987) de Wim Wenders[1].

## Bande originale
- Red House, interprété par Jimi Hendrix
- Further Up The Road, interprété par Eric Clapton
- Mama You Got A Daughter, interprété par John Lee Hooker
- Feelin' Love, interprété par Paula Cole
- If God Will Send His Angels, interprété par U2
- Hey! Ba-Ba-Re-Bop, interprété par Louis Prima
- That Old Black Magic, interprété par Frank Sinatra
- Angel, interprété par Sarah McLachlan
- Angelus, interprété par The Polish Radio National Symphony Orchestra
- Iris, interprété par les Goo Goo Dolls
- I Grieve, interprété par Peter Gabriel
- Uninvited, interprété par Alanis Morissette

## Distinctions

### Récompenses
- Meilleure chanson pour Alanis Morissette avec Uninvited, lors des ASCAP Film and Television Music Awards en 1999.
- Meilleure chanson pour Johnny Rzeznik avec Iris, lors des BMI Film & TV Awards en 1999.
- Meilleur acteur pour Nicolas Cage et meilleure bande originale, lors des Blockbuster Entertainment Awards en 1999.
- Bande originale de l'année, lors des Teen Choice Awards en 1999.

### Nominations
- Meilleur film fantastique, meilleure actrice pour Meg Ryan et meilleur second rôle masculin pour Dennis Franz, par l'Académie des films de science-fiction, fantastique et horreur en 1999.
- Meilleure actrice pour Meg Ryan et meilleur second rôle masculin pour Dennis Franz, lors des Blockbuster Entertainment Awards en 1999.
- Golden Globe de la meilleure chanson pour Alanis Morissette avec Uninvited en 1999.
- Grammy Award de la meilleure bande originale et meilleure chanson pour Alanis Morissette avec Uninvited en 1999.
- Meilleur second rôle masculin pour Andre Braugher, lors des Image Awards en 1999.
- Meilleur duo pour Nicolas Cage et Meg Ryan, et meilleure chanson pour les Goo Goo Dolls avec Iris, lors des MTV Movie Awards en 1999.
- Meilleure bande originale, lors des Satellite Awards en 1999.